# セレナード (シェーンベルク)
アルノルト・シェーンベルクの『セレナード』（Serenade）作品24は、1920年から1923年にかけて作曲された、バリトン独唱をともなう室内楽作品である。シェーンベルクはこの時期、十二音技法の確立に向かっていた。この作品では第4楽章のみが十二音技法に基づいて作曲されているが、他の楽章でも様々な音列技法が試みられている。このように、この作品は無調から十二音技法への過渡的様相を呈している。
初演は1924年7月20日、ドナウエッシンゲン音楽祭において、シェーンベルク自身の指揮によって行われ、同年に楽譜が出版された。

## 編成
クラリネット、バス・クラリネット、マンドリン、ギター、ヴァイオリン、ヴィオラ、チェロ、声（バリトン、第4楽章のみ）

## 構成
7つの楽章からなる。演奏時間は約30分。
1. 行進曲（Marsch）　2分の2拍子　一種の三部形式。
2. メヌエット（Menuett）　4分の3拍子　トリオを持つ三部形式にコーダをともなう。
3. 変奏曲（Variationen）　8分の4拍子　主題と5つの変奏、コーダからなる。
4. ペトラルカのソネット（Sonett von Petrarca）　8分の4拍子　唯一声楽が加わる。ペトラルカのソネット第217番のカール・アウグスト・フェルスター（ドイツ語版）によるドイツ語訳をテクストとする。詩の1音節に1音を当てる十二音技法で書かれている。詩は1行が11音節からなるため、音列は1行ごとに1音ずつずれていくことになる。
5. 舞踏の情景（Tanzscene）　8分の3拍子　快活なワルツで中間部は緩やかなレントラー。
6. 無言歌（Lied (ohne Worte)）　4分の2拍子　短く穏やかな雰囲気の楽章。
7. フィナーレ（Finale）　2分の2拍子　第1楽章の変形された再現。